# Облога Павії (773–774)
Обло́га Па́вії — облога Тіцинума (сучасна Павія), столиці Лангобардського королівства, армією франків на чолі з Карлом Великим, що відбулася в 773—774 роках на півночі Італії. Завершилась перемогою франків під керівництвом Карла Великого над лангобардами під проводом короля Дезидерія і здачею міста в обмін на обіцянку збереження життя його оборонців і мешканців.

## Передумови
Карл Великий, король франків (rex Francorum), успадкував трон у 768 році разом зі своїм братом Карломаном. Від початку царювання між братами встановилися погані відносини. Під час походу Карла 769 року для приборкання повстання в Аквітанії Карломан не надав йому обіцяної допомоги, чим накликав на себе звинувачення у підступності. Угода між братами, що була укладена 770 року, завдяки сприянню їх матері Бертруди, дозволила їм деякий час проводити спільні дії щодо італійської політики, проте вона скоро знову розпалася — ймовірно, у зв'язку зі справами Італії, де Карломан був більш схильний підтримувати лангобардів, а Карл — папу. Між братами вже була готова спалахнути війна, коли 4 грудня 771 року Карломан помер у своєму палаці Самуссі. Після смерті Карломана його частину королівства захопив Карл Великий, тоді як його дружина Герберга втекла з королівства з дітьми (Ейнхард вказує, що вона відкинула брата свого чоловіка «без причини») і шукала притулку у Дезидерія в Павії. 
У той час існував антагонізм не лише між двома правлячими братами, а й між королем лангобардів Дезидерієм і папством. У 772 році папа Адріан I виключив усіх лангобардських чиновників із папської курії. У відповідь Дезидерій вторгся на папську територію, навіть зайнявши Отрікулум (сучасне Отріколі), лише за день шляху від Риму. Папа Адріан у відповідь закликав на допомогу Карла Великого.
Карл уклав союз з лангобардами, одружившись з одною з дочок Дезидерія, Дезидератою; однак протягом року він змінив свою думку щодо шлюбу та союзу, і розлучився зі своєю дружиною, відправивши її назад до її батька. Лангобарди сприйняли це як образу.
Після смерті Карломана в 771 році його частину королівства захопив Карл Великий, а його дружина Герберга втекла з королівства з дітьми з незрозумілих причин (Ейнхард вказує, що вона відкинула брата свого чоловіка «без причини») і шукала притулку в Дезидерія в Павії. Тепер Дезидерій відповів на образу франкам, надавши їй притулок і наполягаючи на тому, що її дітям має відійти їх частка королівства франків. Відносини між франками і ломбардцями повністю зіпсувались і Папа скористався цим повною мірою. Його посольство висадилося в Марселі та вирушило до Тьйонвіля, де вони передали це повідомлення:
|  | Вони [лангобарди] нападуть на нас [папу] сушею та водою, завоюють місто Рим і заведуть нас у полон. . . . Тому благаємо вас живим Богом і князем апостолів, щоб ви негайно поспішили нам на допомогу, щоб ми не були знищені . |

Карл Великий переконався в правдивості агресії Дезидерія та загрози, яку він становив для його власного франкського королівства, і на початку літа 773 року рушив свої війська до Італії.

## Облога

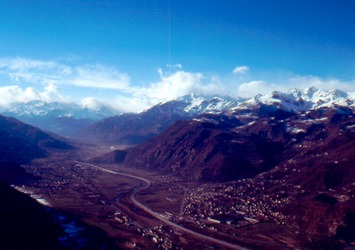
Перевал у долині Сузи

Армія Карла налічувала 10–40 тис. війська. Він розділив його навпіл, передавши командування однією половиною своєму дядькові Бернарду, синові Карла Мартела, і провів його через Альпійські перевали; він через річку Дора-Суза поблизу Мон-Сені, а Бернар через перевал Великий Сен-Бернар. Біля підніжжя гір армія Карла зустріла укріплення Дезидерія, але розвідувальні сили знайшли альтернативний шлях. Була послана кавалькада, щоб атакувати захисників з флангу, і, коли війська Бернарда наближалися зі сходу, лангобарди втекли до укріпленої Павії. Потім франкські війська рушили далі, щоб розпочати у вересні облогу Павії.

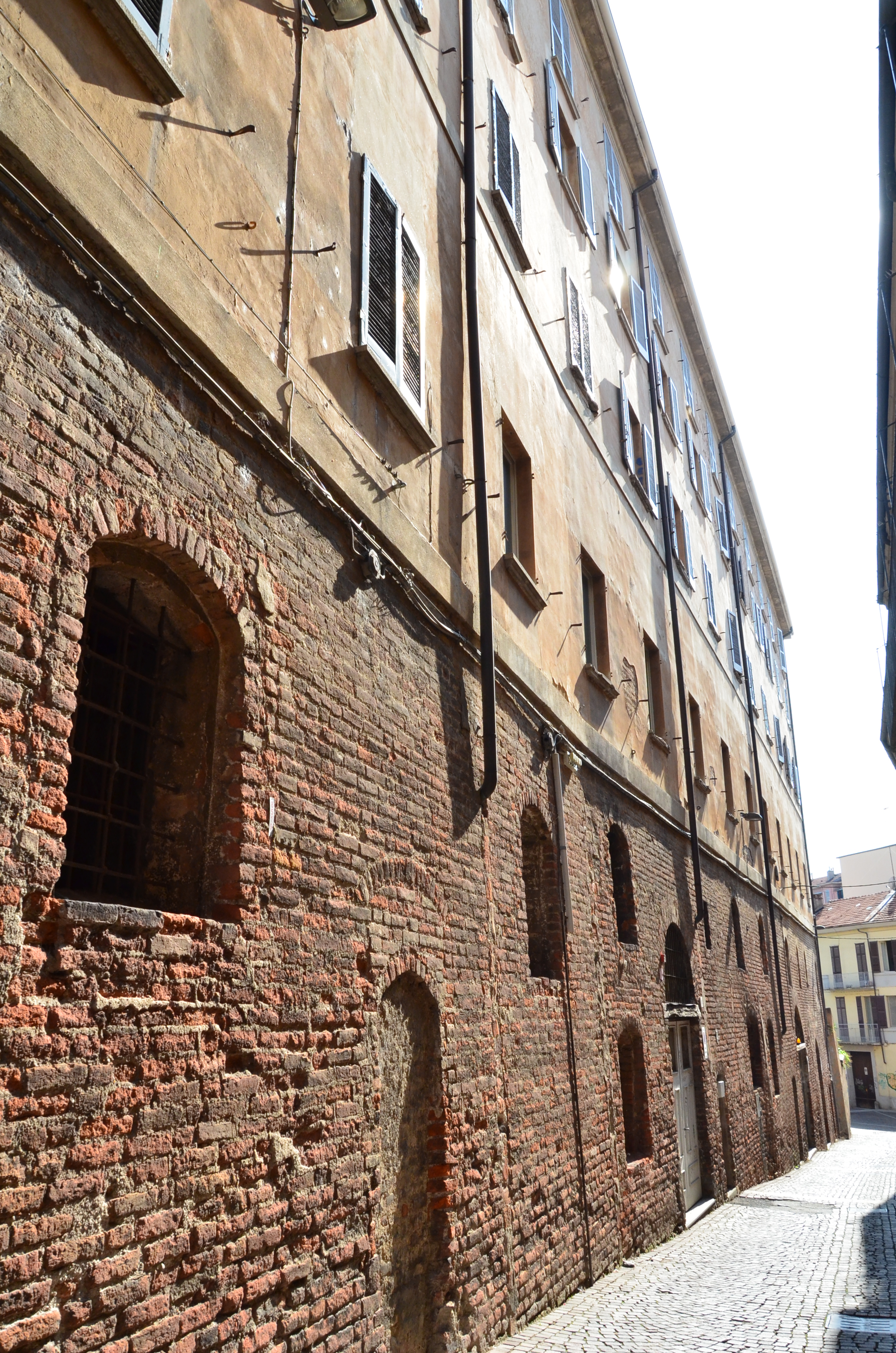
Павія, віа деі Муліні, частина стародавніх римських і ранньосередньовічних стін, вставлених всередину будинків.

Вся франкська армія була здатна повністю оточити лангобардську столицю, однак вони не взяли з собою облогових машин. Лангобарди також зазнали невдачі в підготовці: місто було погано забезпечене продовольством, а навколишня місцевість тепер була в руках франків. Дезидерій залишився в Павії, але Адельхіс, його син, виїхав до сильнішої Верони, щоб охороняти родину Карломана. Карл на чолі невеликих сил обложив Верону. Адельхіс у страху втік до Константинополя, а місто та родину Карломана було захоплено. Своїх племінників, синів Карломана, Карл відіслав у монастир.
У перші місяці 774 року Карл почав підпорядковувати собі весь регіон навколо Павії. Карл навіть відвідав папу в Римі на Великдень. Ніякі інші лангобардські герцоги чи графи не робили жодних спроб допомогти, а Дезидерій не здійснив жодної потужної спроби контратаки. На десятому місяці облоги голод сильно вдарив по Павії, і Дезидерій, зрозумівши, що сподівання на допомогу марні, в червні 774 року здався й відкрив міські ворота Карлі, отримавши обіцянку збереження життя воїнів і мешканців міста. Дезидерія було вислано до монастиря у Корбі, де він і помер.

## Спадщина
Після перемоги Карл Великий оголосив себе королем Лангобардів (rex Langobardorum), і з того часу його мали називати «королем франків і лангобардів». Це було унікально в історії німецьких королівств Раннього Середньовіччя: нинішній правитель бере титул завойованого за свій власний. Карл створював те, що сучасною мовою можна назвати власне «імперією»; він також був дуже тісно пов'язаний із Церквою як її захисником. Його визнання світської папської влади в центральній Італії допомогло закласти основу середньовічної папської влади.
Занепад лангобардської держави був швидким, а зміни, викликані в Італії франкським завоюванням, були великими. Багато франків зайняли владні посади в Італії, хоча багато лангобардів через свою готовність укласти мир з Карлом також зберегли свої позиції.
Як пише Пол К. Девіс, «Поразка та подальше знищення лангобардської монархії позбавили Рим найстійкішої загрози папській безпеці, заклавши основу для Священної Римської імперії».

## Спогади про облогу

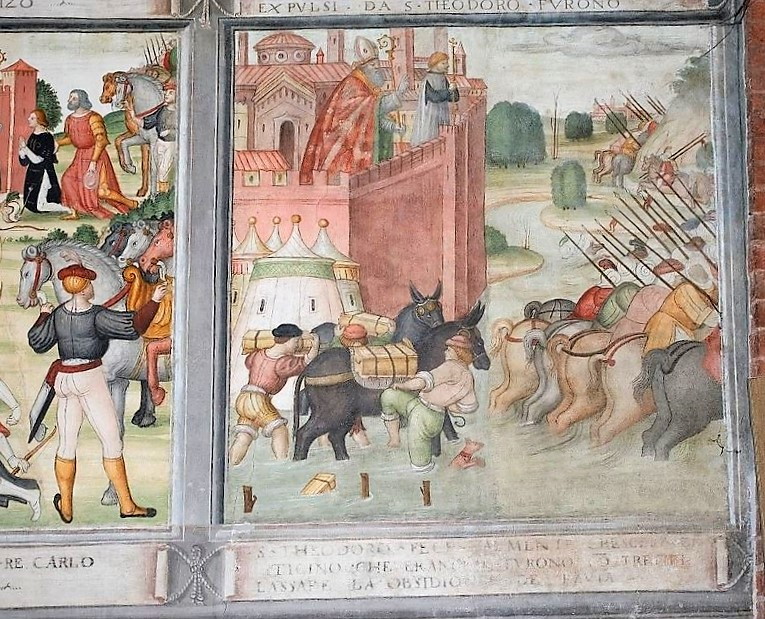
Анонім Ломбардо, Цикл історій святого Теодора Павійського, Карл Великий змушений відмовитися від облоги Павії, близько 1514 р., Павія, церква Сан-Теодоро.

У Павії, де пам'ять про лангобардів та роль міста як лангобардської столиці характеризувала міську ідентичність протягом століть, є деякі свідчення облоги. Деякі сучасні облозі, такі як секції першої лінії стін, що збереглися на via dei Mulini, інші, хоча й пізніші, дуже значні, такі як цикл історій святого Теодора Павійського фресками в правому нефі церкви Сан-Теодоро.

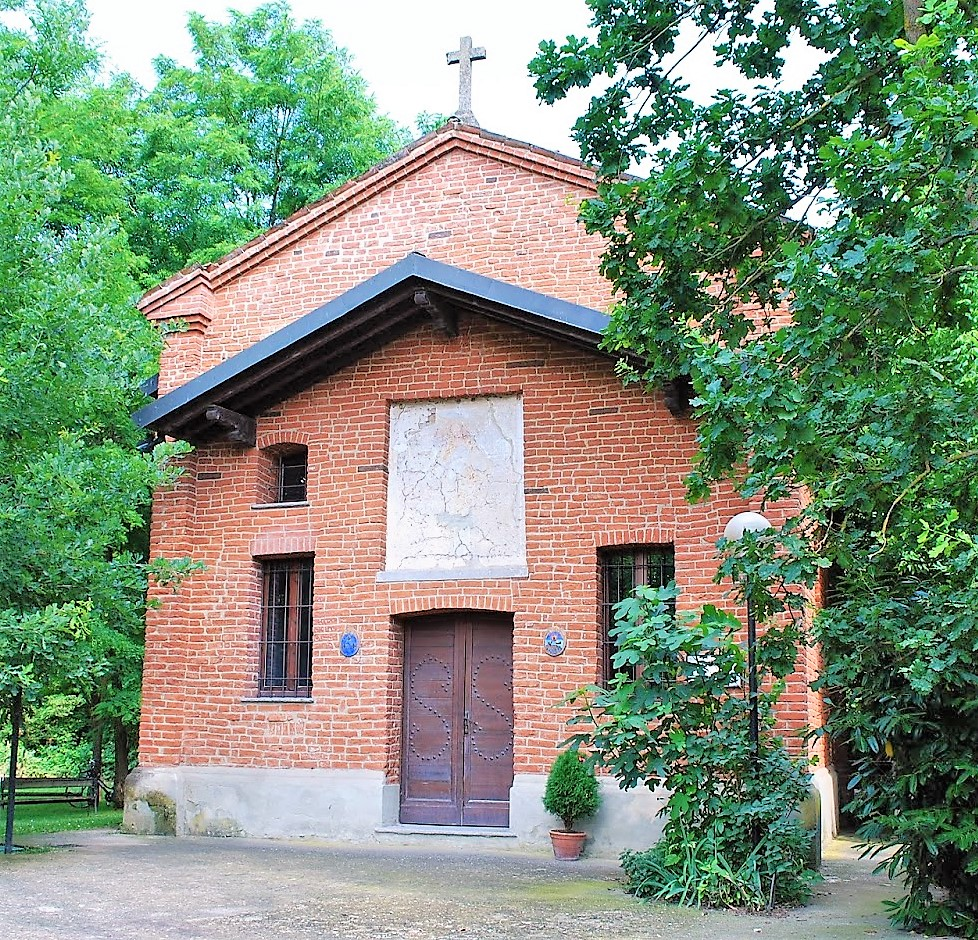
Церква Санта Софія (Торре д'Ізола)

Розписи, замовлені в 1514 р. настоятелем церкви Джованні Лукіно Корті анонімному ломбардському художнику, зображує деякі епізоди з життя святого єпископа Павії і, зокрема, під час облоги 773—774 рр. Вважається, що Теодор спричинив підняття вод Тічино, які затопили франкський табір і змусили Карла Великого припинити облогу. У роки, коли Італійські війни створювали сильну невизначеність щодо майбутнього міста та всього Міланського герцогства, замовники, змінюючи реальний результат облоги, мали намір підкреслити свою сильну ідентичність та автономію, так, ніби Ломбардське королівство насправді ніколи не падало.
Завжди пов'язана з пам'яттю про облогу маленька церква Санта-Софія (Торре д'Ізола), розташована на високій терасі Тічино за кілька кілометрів на захід від міста, яку згідно з легендою (на основі історії, переданої хроністом Ноткером Заїкаючим) Карл Великий побудував під час облоги Павії лише за один день, щоб краще відвідувати богослужіння. Проте, поза образною оповіддю літописця, королівська резиденція, безумовно, виникла в церкві в IX столітті, коли в ній зупинялись король Італії Людовик II, а потім Карл Лисий в 876 році.

## Подальше читання
- Balzaretti, Ross (1996). Charlemagne in Italy. History Today. 46 (2): 28—34.
- Tangl, Georgine (1957). Karls des Großen Weg über die Alpen. QFIAB (нім.). 37: 1—15. ISSN 0079-9068. (нім.)